# Kanári-szigetek
A Kanári-szigetek (spanyolul Islas Canarias) Spanyolország legdélebbi autonóm közössége. Hét nagyobb és több kisebb sziget csoportját Marokkó partjaitól 125–200 km-re, az ész. 27–30 és a nyh. 13–18 foka között találjuk az Atlanti-óceánon. A szigetek összterülete 7500 km². A szigetcsoport geológiailag az Afrikai-lemezen fekszik, földrajzilag Észak-Afrikához tartozik, de politikailag és kulturálisan is Spanyolország és Európa része, egyúttal az Európai Unió legnépesebb olyan területe, mely nem Európában van (Ciprust megelőzve). 
A turisztikai paradicsom két provinciára, tartományra oszlik. Las Palmas tartományhoz tartozik Lanzarote, Gran Canaria és Fuerteventura szigete, Santa Cruz de Tenerife tartományt Tenerife, La Palma, La Gomera és El Hierro alkotja. A szigetek törvényhozása négy évenként (a választás után) székhelyt cserél Santa Cruz de Tenerife és Las Palmas között. Mindkét főváros megkapta Madridtól a vámmentes kikötő státuszt.

## Nevének eredete
Nevének etimológiája a legelfogadottabb nézetek szerint a latin Canariae Insulae, (A kutyák szigete) elnevezésre megy vissza. Ez eredetileg az egyik sziget, Canaria – valószínűleg a mai Gran Canaria – neve lehetett, innen terjedt át az egész szigetcsoportra. Idősebb Plinius szerint ezen a szigeten nagy tömegben éltek igen nagy testű kutyák. Egyes vélemények szerint ezek a kutyák „tengeri kutyák”, azaz fókák is lehettek.
A kanárimadár nevét a szigetekről kapta, nem pedig fordítva.

## Földrajz
Nyugatról keletre a főbb Kanári-szigetek a következők: El Hierro, La Palma, La Gomera, Tenerife, Gran Canaria, Fuerteventura, Lanzarote és La Graciosa. Ezeken kívül Lanzarote-tól északra találhatók a Chinijo-szigetcsoporthoz tartozó Montaña Clara, Alegranza, Roque del Este és Roque del Oeste szigetek; Fuerteventurától északkeletre pedig Lobos szigete. Továbbá egy sor kisebb szikla is található az óceánban: a Roques de Anaga, Garachico és Fasnia Tenerife, Salmor és Bonanza pedig El Hierro közelében.
| A fő szigetek saját igazgatással | A fő szigetek saját igazgatással | Szigetek saját igazgatás nélkül | Szigetek saját igazgatás nélkül |
| -------------------------------- | -------------------------------- | ------------------------------- | ------------------------------- |
| Tenerife                         | 2034 km²                         | –                               |                                 |
| Fuerteventura                    | 1660 km²                         | Lobos                           | 04,58 km²                       |
| Gran Canaria                     | 1560 km²                         | –                               |                                 |
| Lanzarote                        | 0846 km²                         | La Graciosa                     | 029 km²                         |
| Lanzarote                        | 0846 km²                         | Alegranza                       | 10,30 km²                       |
| Lanzarote                        | 0846 km²                         | Montaña Clara                   | 01,48 km²                       |
| Lanzarote                        | 0846 km²                         | Roque del Este                  | 00,06 km²                       |
| Lanzarote                        | 0846 km²                         | Roque del Oeste                 | 00,015 km²                      |
| La Palma                         | 0708 km²                         | –                               |                                 |
| La Gomera                        | 0370 km²                         | –                               |                                 |
| El Hierro                        | 0269 km²                         | –                               |                                 |

A Kanári-szigetek
El Hierro
La Palma
La Gomera
Tenerife
Gran Canaria
Fuerteventura
Lanzarote
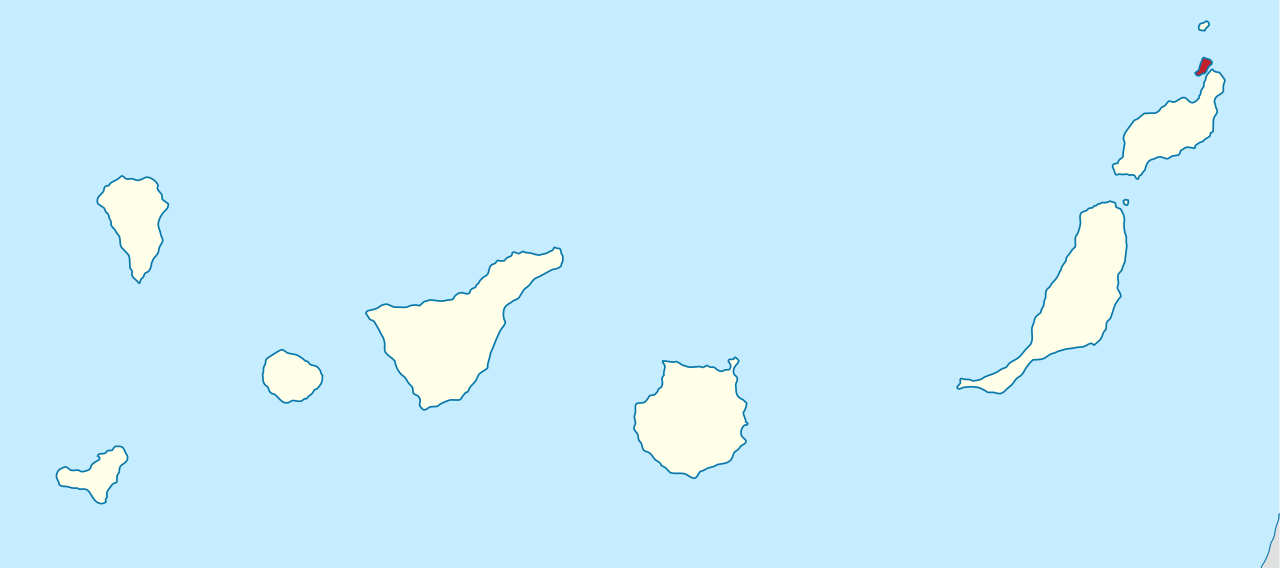
La Graciosa

### Földtan
A szigetek egy úgynevezett forrópont (köpenyhőoszlop) felett keletkeztek, ezért kizárólag vulkanikus kőzetekből állnak, mindegyikük közepén egy-egy vulkánnal. Az állandó helyzetű forrópont felett az óceáni kéreg fokozatosan elmozdult, így keletkeztek egymás közelében újabb és újabb vulkáni szigetek.

### Domborzat
Tenerife szigetén emelkedik Spanyolország legmagasabb pontja is, a 3715 méteres Pico de Teide. Tengerészek szerint ez az a csúcs, amely az összes hegy közül a legmesszebbről látható.

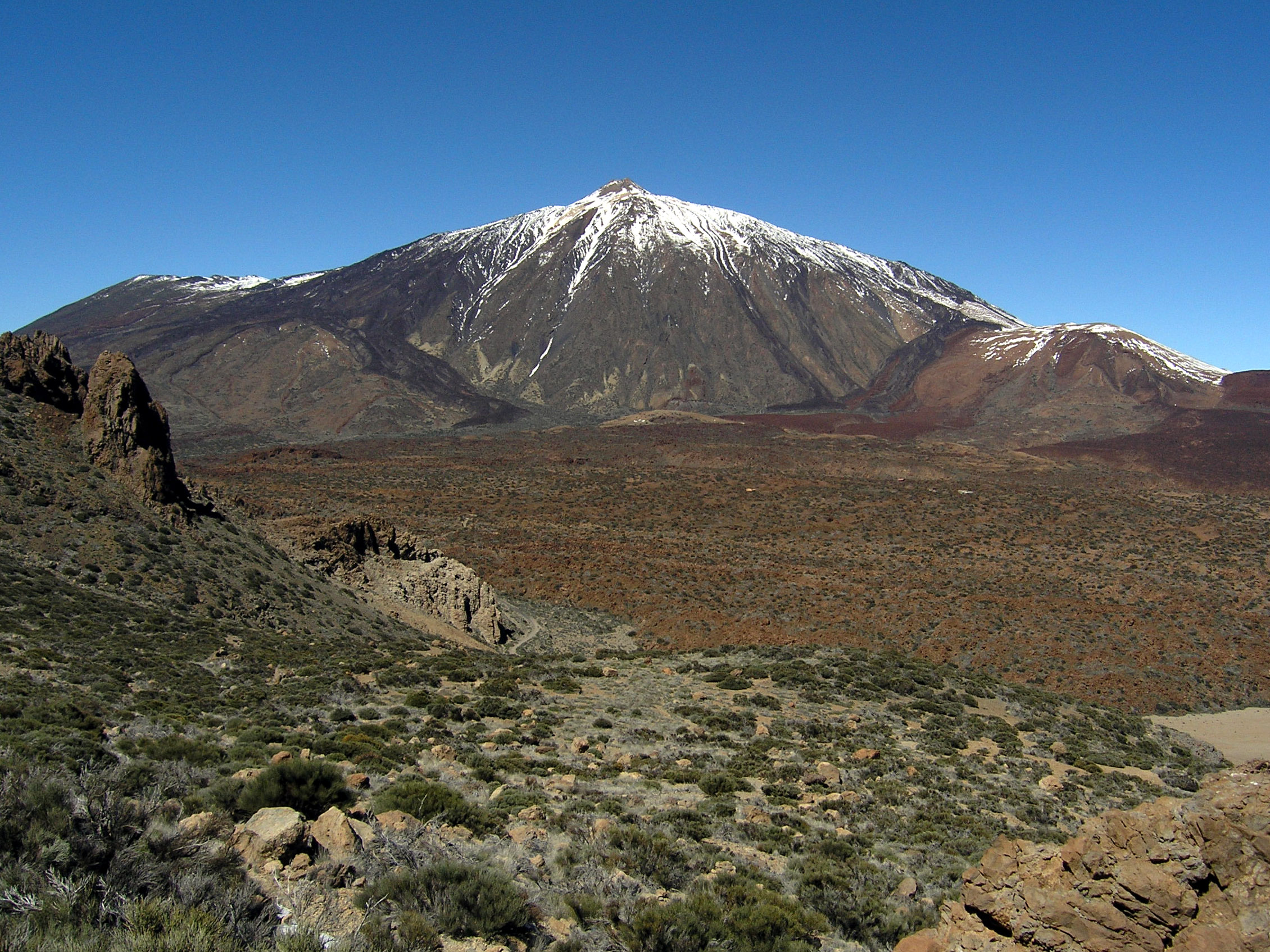
Az El Teide a szigetek és Spanyolország legmagasabb pontja is

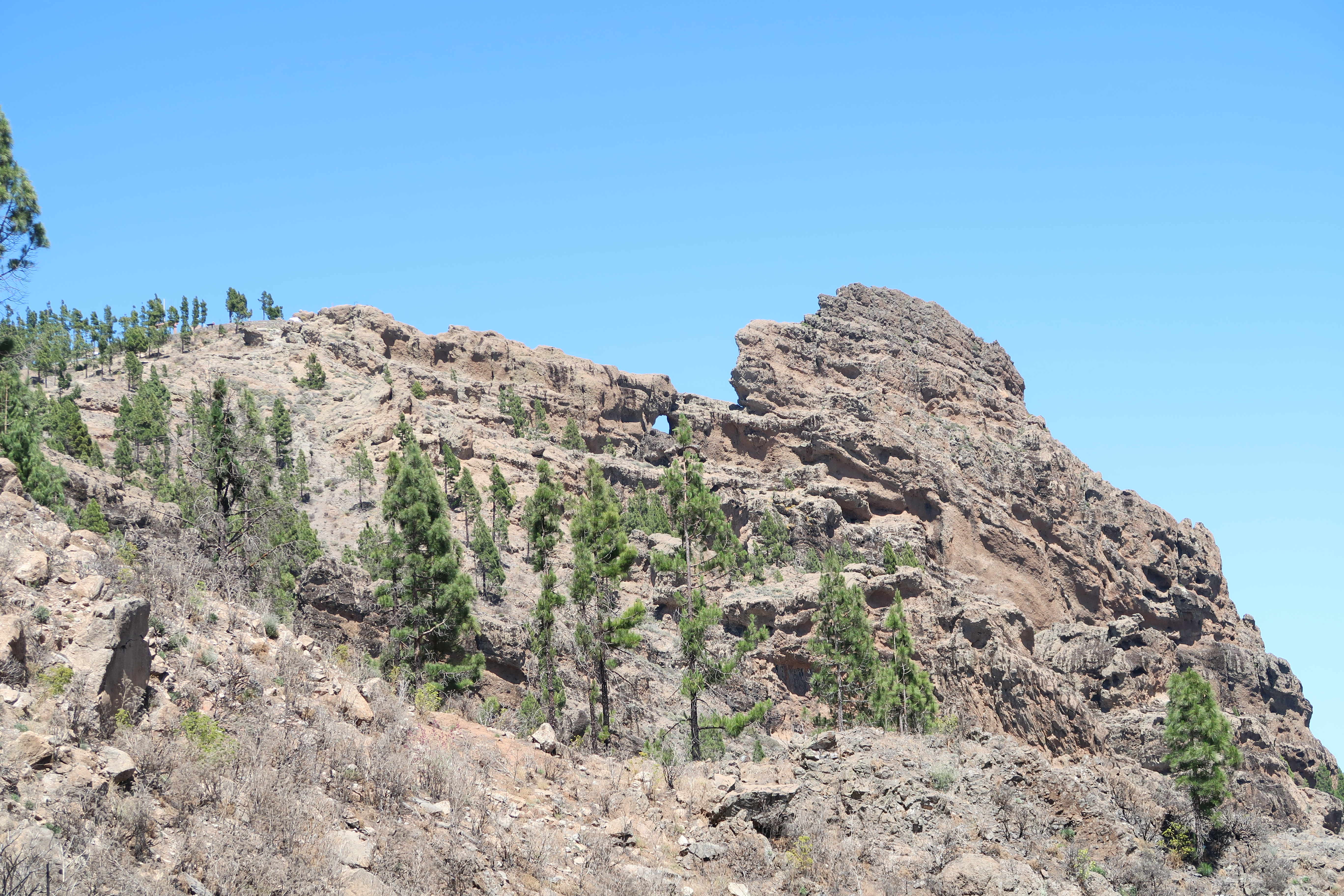
Az 1956 méter magas Morro de la Agujereada Gran Canaria szigetén

A szigetek legmagasabb pontjai:

### Éghajlat
Éghajlatukat a széljárás határozza meg, ennek megfelelően a szelek 11 fajtáját különböztetik meg. Nyáron a száraz passzát jellemző, télen pedig a csapadékot hozó nyugati szelek, de ezeket a száraz, sivatagi eredetű sirokkó akár hónapokra is elnyomhatja. Az ugyancsak a Szahara felől érkező és (főleg tavasszal és nyáron) sok port hozó szél a kalima — amikor ez fúj, a látótávolság lecsökken, a színek kifakulnak, minden sárgás-szürkés lesz és a hőmérséklet 35-40 °C-ra emelkedik. A szigeteken több meteorológiai állomáson is mérik a kihulló por mennyiségét — ez általában évi 20–80 gramm/négyzetméter (jelentős változékonysággal).
A július és az augusztus a két legmelegebb, a január és a február a két leghűvösebb hónap. Télen az 1800 m-nél magasabb hegyekben havazik.
A hideg Kanári-áramlat miatt a tengervíz hőmérséklete földrajzi helyzetéhez képest hűvös (18–22 °C).
| Hónap                                   | Jan. | Feb. | Már. | Ápr. | Máj. | Jún. | Júl. | Aug. | Szep. | Okt. | Nov. | Dec. | Év   |
| --------------------------------------- | ---- | ---- | ---- | ---- | ---- | ---- | ---- | ---- | ----- | ---- | ---- | ---- | ---- |
| Átlagos max. hőmérséklet (°C)           | 20,7 | 21,3 | 22,9 | 23,5 | 24,6 | 26,3 | 28,2 | 29,1 | 28,6  | 26,7 | 24,2 | 21,8 | 24,8 |
| Átlagos min. hőmérséklet (°C)           | 14,0 | 14,3 | 15,0 | 15,7 | 16,8 | 18,8 | 20,4 | 21,2 | 20,8  | 19,4 | 17,2 | 15,4 | 17,4 |
| Átl. csapadékmennyiség (mm)             | 17   | 18   | 13   | 5    | 2    | 0    | 0    | 1    | 2     | 10   | 15   | 29   | 111  |
| Havi napsütéses órák száma              | 203  | 201  | 241  | 255  | 297  | 292  | 308  | 295  | 248   | 235  | 207  | 196  | 2978 |
| Forrás: Agencia Estatal de Meteorología |      |      |      |      |      |      |      |      |       |      |      |      |      |

| Hónap                                                                           | Jan. | Feb. | Már. | Ápr. | Máj. | Jún. | Júl. | Aug. | Szep. | Okt. | Nov. | Dec. | Év   |
| ------------------------------------------------------------------------------- | ---- | ---- | ---- | ---- | ---- | ---- | ---- | ---- | ----- | ---- | ---- | ---- | ---- |
| Rekord max. hőmérséklet (°C)                                                    | 29,5 | 30,9 | 34,0 | 34,3 | 36,0 | 36,9 | 44,2 | 39,2 | 39,0  | 36,0 | 36,2 | 29,4 | 44,2 |
| Átlagos max. hőmérséklet (°C)                                                   | 20,8 | 21,2 | 22,3 | 22,6 | 23,6 | 25,3 | 26,9 | 27,5 | 27,2  | 26,2 | 24,2 | 22,2 | 24,2 |
| Átlagos min. hőmérséklet (°C)                                                   | 15,3 | 15,6 | 16,2 | 16,3 | 17,3 | 19,2 | 20,8 | 21,6 | 21,4  | 20,1 | 18,1 | 16,5 | 18,2 |
| Rekord min. hőmérséklet (°C)                                                    | 10,2 | 9,4  | 10,5 | 12,0 | 12,2 | 14,4 | 16,4 | 17,6 | 16,8  | 14,8 | 12,8 | 12,0 | 9,4  |
| Átl. csapadékmennyiség (mm)                                                     | 25   | 24   | 13   | 6    | 1    | 0    | 0    | 0    | 9     | 16   | 22   | 31   | 149  |
| Havi napsütéses órák száma                                                      | 184  | 191  | 229  | 228  | 272  | 284  | 308  | 300  | 241   | 220  | 185  | 179  | 2821 |
| Forrás: World Meteorological Organization (UN), Agencia Estatal de Meteorología |      |      |      |      |      |      |      |      |       |      |      |      |      |

| Hónap                                   | Jan. | Feb. | Már. | Ápr. | Máj. | Jún. | Júl. | Aug. | Szep. | Okt. | Nov. | Dec. | Év   |
| --------------------------------------- | ---- | ---- | ---- | ---- | ---- | ---- | ---- | ---- | ----- | ---- | ---- | ---- | ---- |
| Átlagos max. hőmérséklet (°C)           | 21,0 | 21,2 | 22,1 | 22,7 | 24,1 | 26,2 | 28,7 | 29,0 | 28,1  | 26,3 | 24,1 | 22,1 | 24,7 |
| Átlagos min. hőmérséklet (°C)           | 15,4 | 15,3 | 15,9 | 16,5 | 17,8 | 19,5 | 21,2 | 21,9 | 21,7  | 20,3 | 18,4 | 16,6 | 18,4 |
| Átl. csapadékmennyiség (mm)             | 32   | 35   | 38   | 12   | 4    | 1    | 0    | 2    | 7     | 19   | 34   | 43   | 226  |
| Havi napsütéses órák száma              | 178  | 186  | 221  | 237  | 282  | 306  | 337  | 319  | 253   | 222  | 178  | 168  | 2887 |
| Forrás: Agencia Estatal de Meteorología |      |      |      |      |      |      |      |      |       |      |      |      |      |

| Hónap                         | Jan. | Feb. | Már. | Ápr. | Máj. | Jún. | Júl. | Aug. | Szep. | Okt. | Nov. | Dec. | Év   |
| ----------------------------- | ---- | ---- | ---- | ---- | ---- | ---- | ---- | ---- | ----- | ---- | ---- | ---- | ---- |
| Rekord max. hőmérséklet (°C)  | 27,0 | 31,0 | 32,8 | 36,6 | 32,4 | 29,4 | 38,4 | 38,0 | 36,8  | 34,4 | 31,6 | 28,1 | 38,4 |
| Átlagos max. hőmérséklet (°C) | 20,6 | 20,7 | 21,2 | 21,6 | 22,6 | 24,1 | 25,5 | 26,3 | 26,6  | 25,5 | 23,5 | 21,8 | 23,3 |
| Átlagos min. hőmérséklet (°C) | 15,5 | 15,3 | 15,7 | 16,2 | 17,4 | 19,2 | 20,7 | 21,4 | 21,3  | 20,2 | 18,3 | 16,7 | 18,2 |
| Rekord min. hőmérséklet (°C)  | 9,4  | 10,9 | 10,2 | 10,0 | 11,0 | 15,2 | 14,9 | 16,7 | 16,4  | 15,3 | 10,0 | 10,0 | 9,4  |
| Átl. csapadékmennyiség (mm)   | 49   | 57   | 33   | 19   | 7    | 2    | 1    | 1    | 12    | 41   | 70   | 80   | 372  |
| Havi napsütéses órák száma    | 141  | 146  | 177  | 174  | 192  | 188  | 222  | 209  | 187   | 175  | 140  | 138  | 2089 |
| Forrás: AEM                   |      |      |      |      |      |      |      |      |       |      |      |      |      |

### Növényzet
A szigetcsoport – a Madeira- és az Azori-szigetekkel együtt – az északi flórabirodalom (Holarktisz) Makaronézia flóraterületének része, de eredeti növényzete, a kanári babérlombú erdő mára jóformán csak La Gomera szigetén maradt meg. Az ennek megóvására létrehozott Garajonay Nemzeti Park 1986 óta világörökség része.

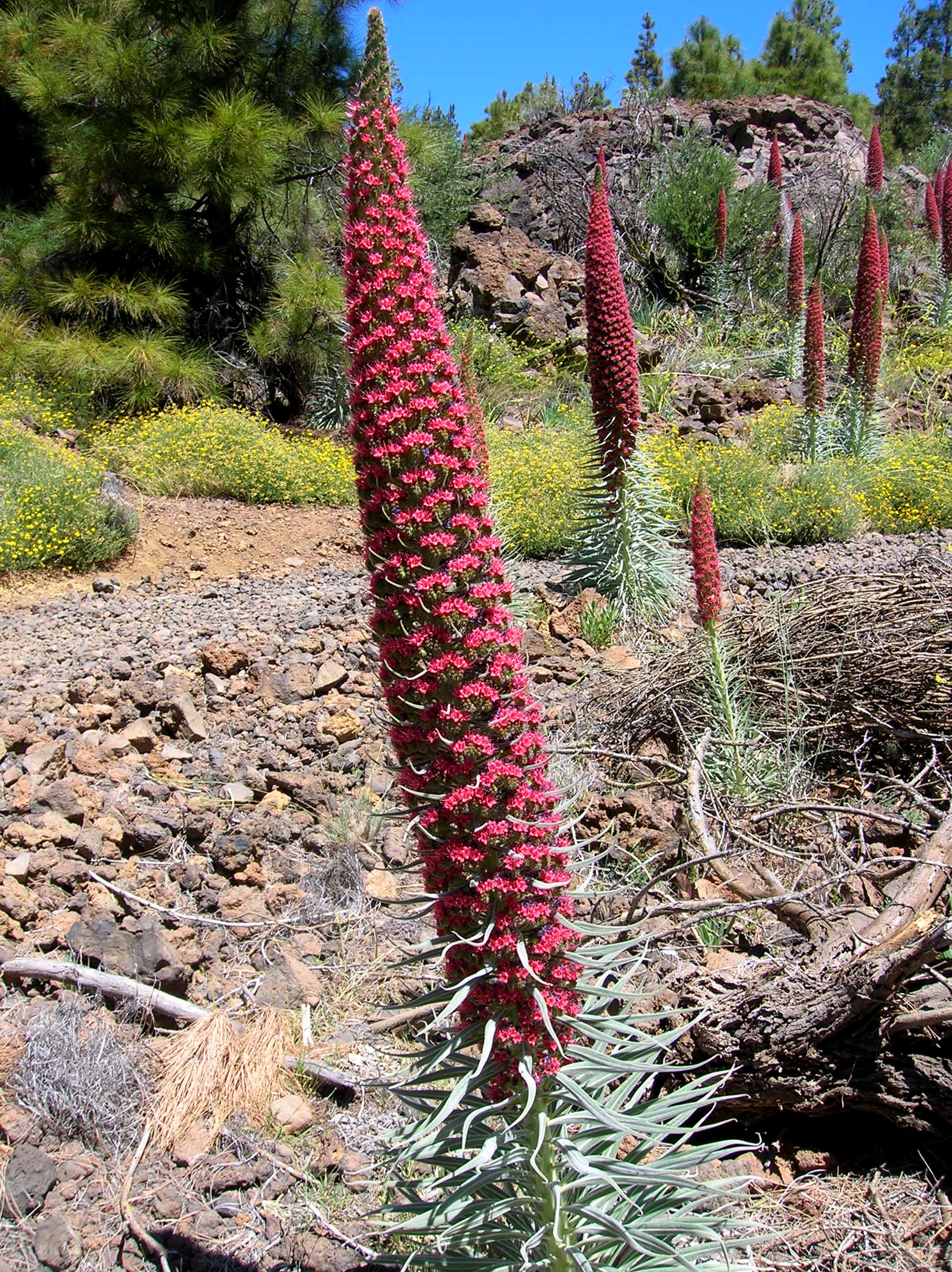
Echium wildpretii
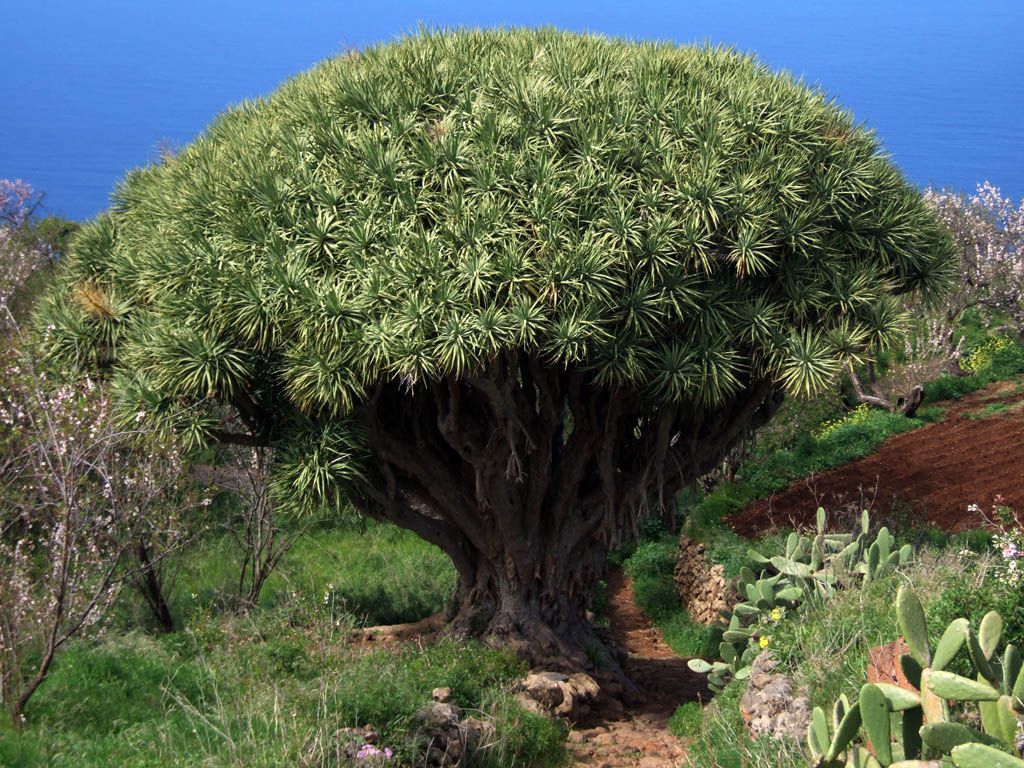
Kanári sárkányfa
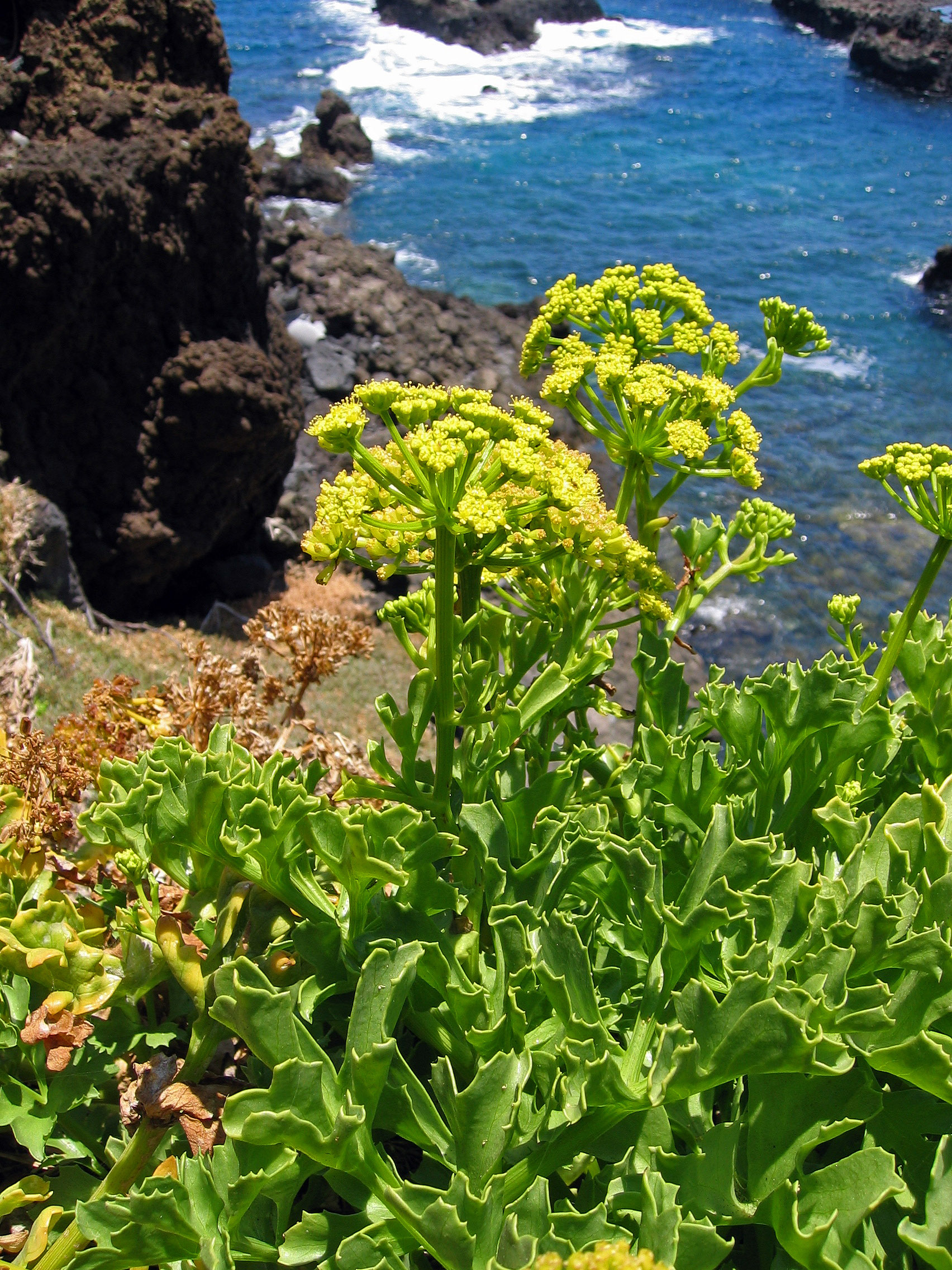
Astydamia latifolia
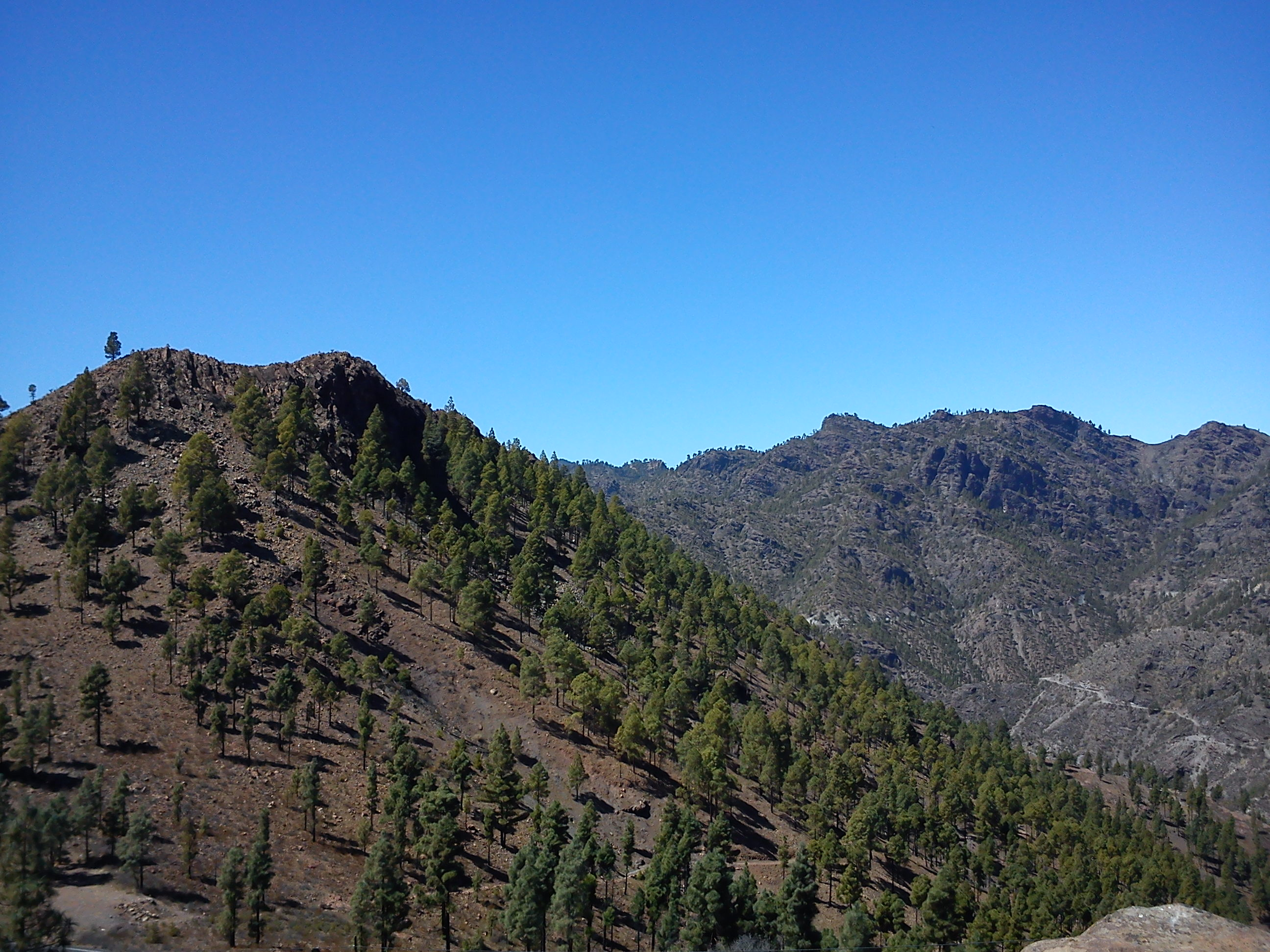
Kanári fenyők
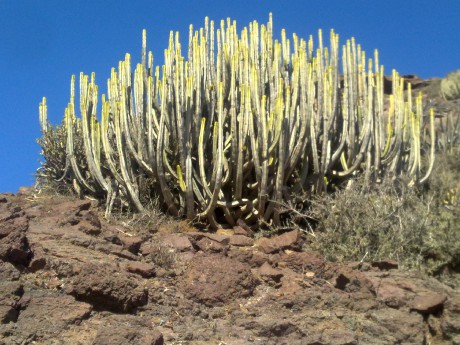
Kanári kutyatej
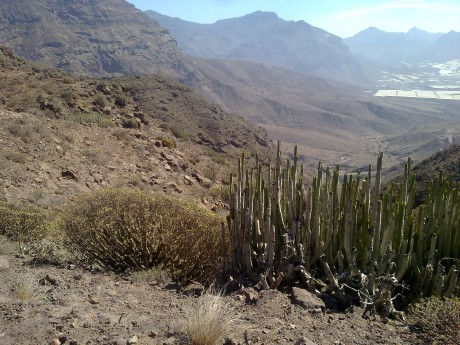
Kopár hegyoldalak szukkulens vegetációval
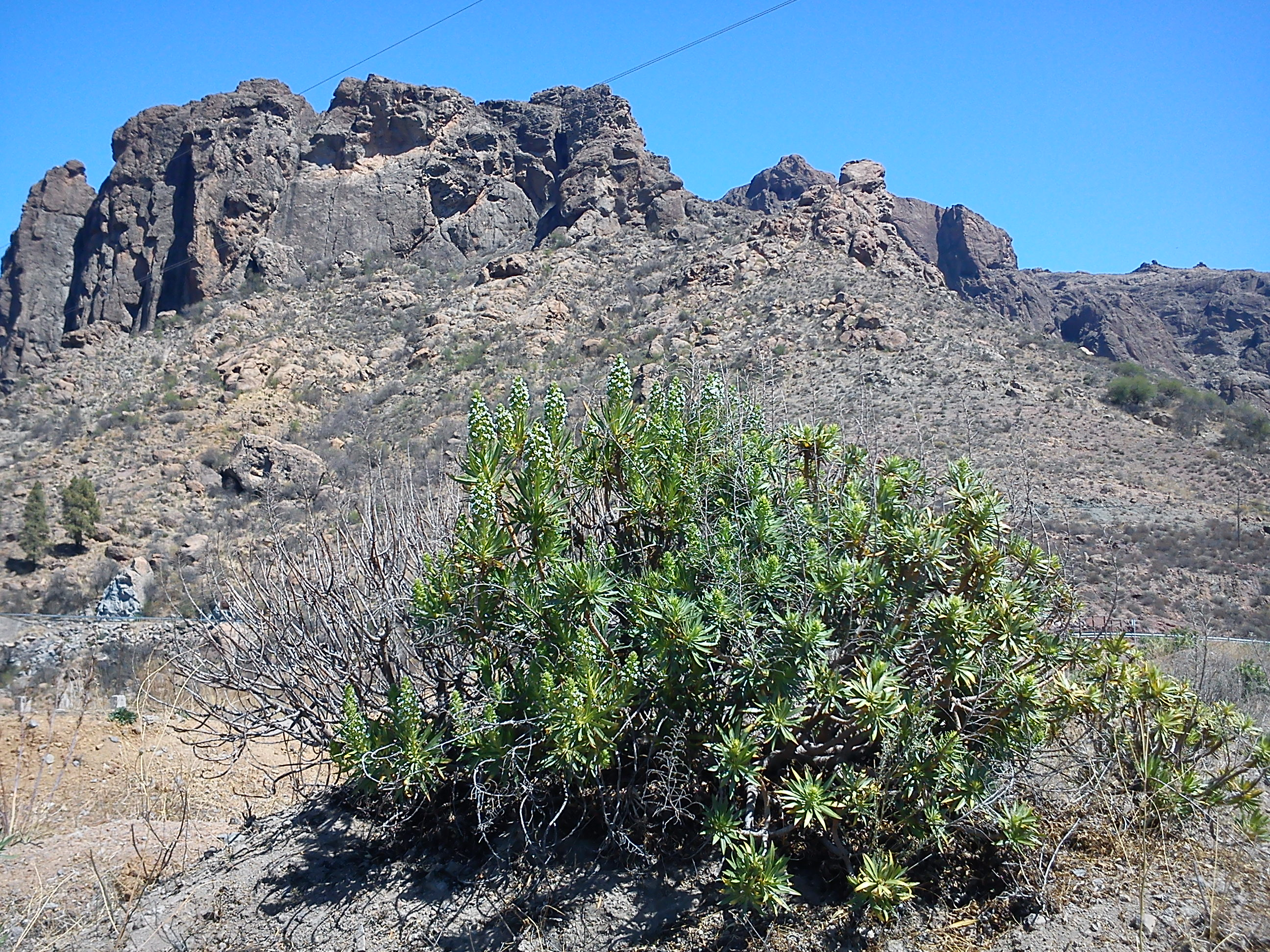
A cserjés Echium decaisnei
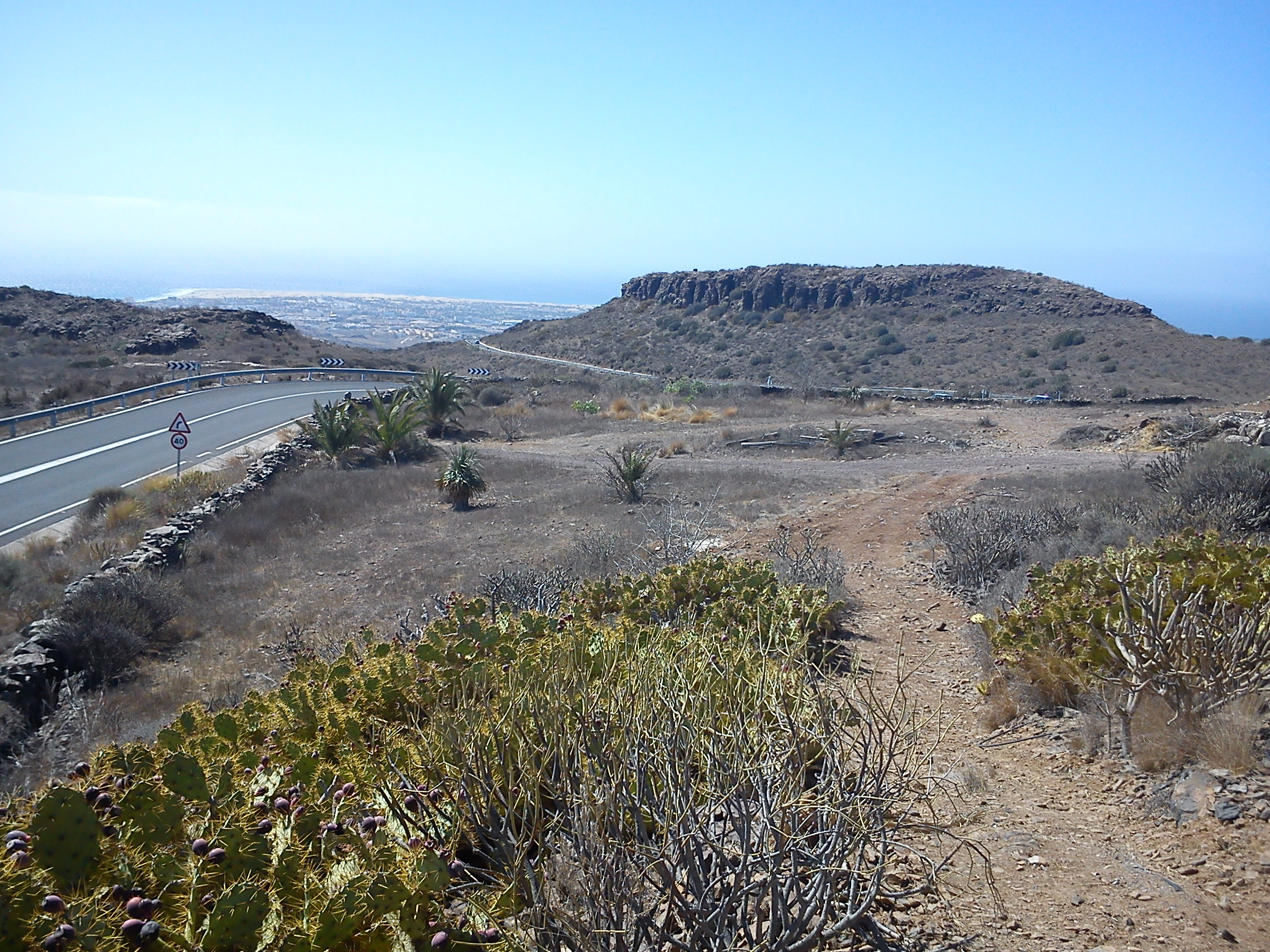
Kaktuszfélékből (Opuntia és Senecio fajok) álló vegetáció
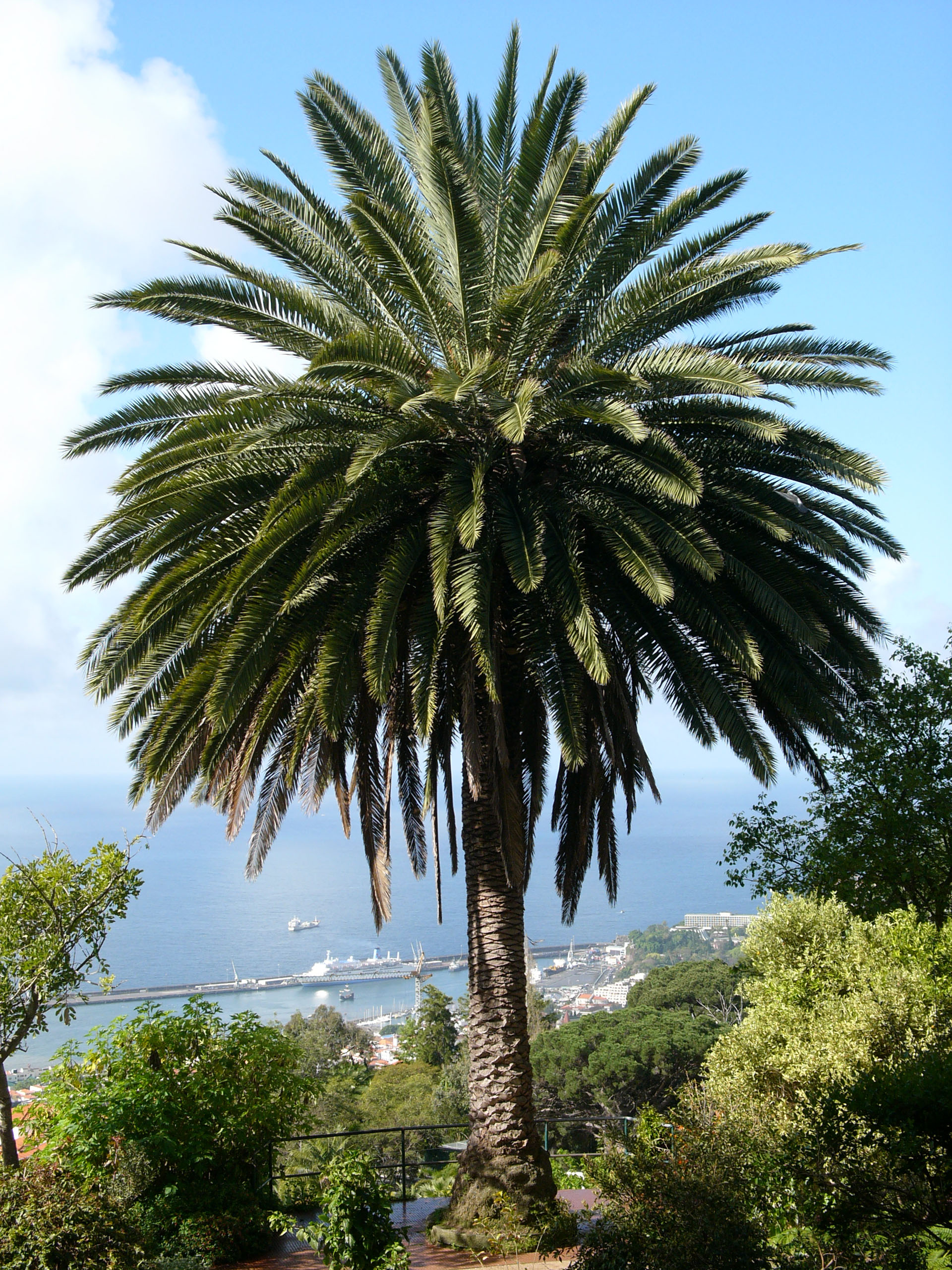
A kanári datolyapálma
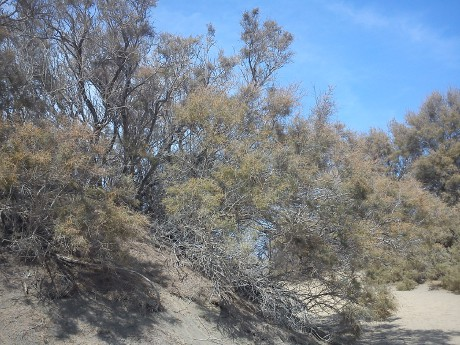
Tamariska bokrok
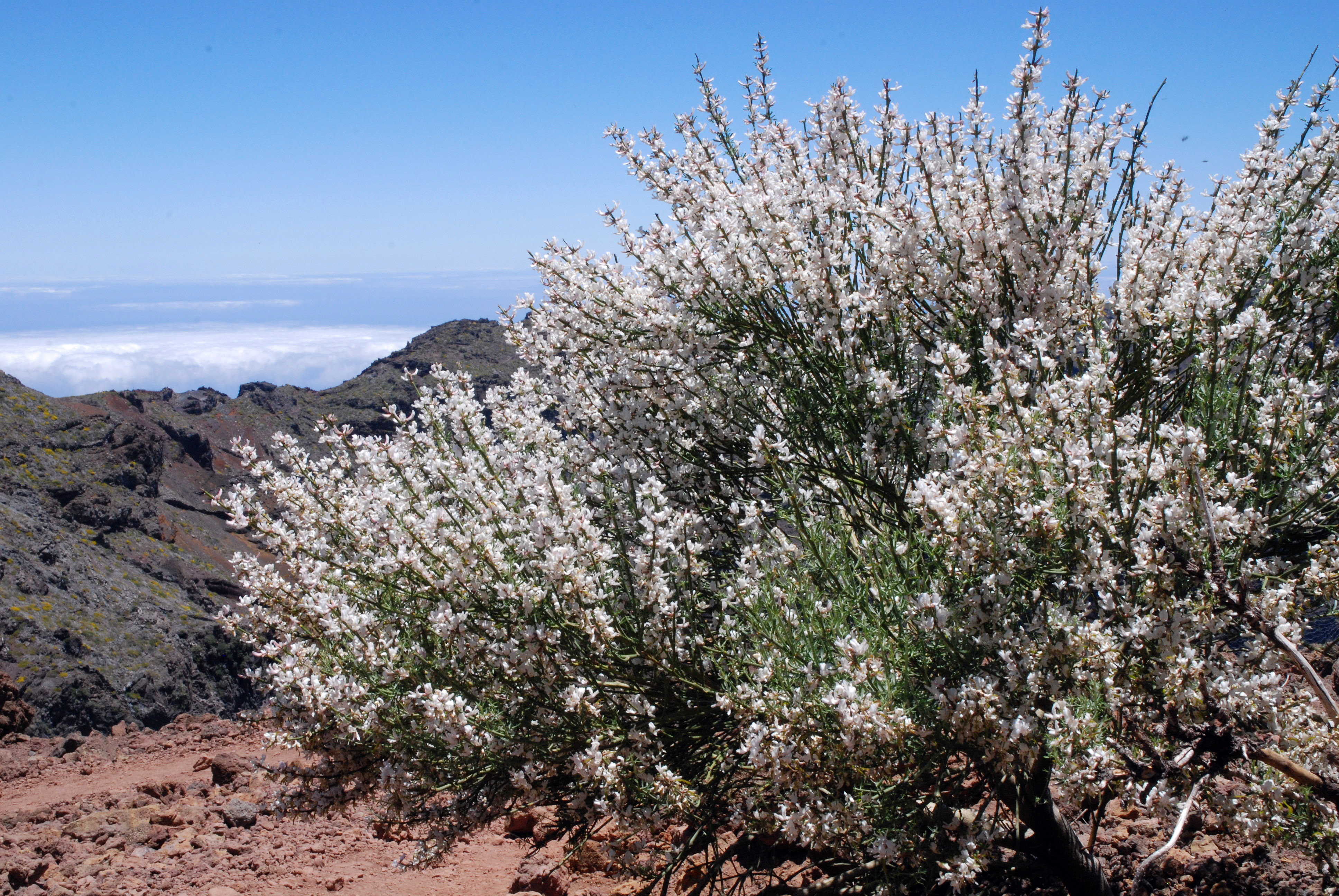
Cytisus supranubius a Teidén
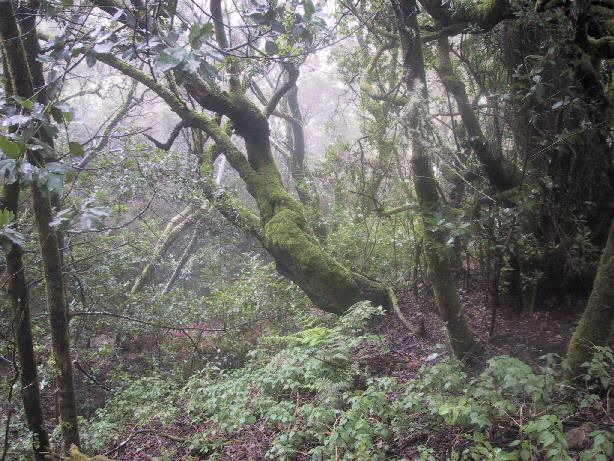
Babérlombú erdő Gomérán

### Állatvilág
Az eredeti növényzettel az eredeti állatvilág is jórészt kipusztult. Sajátos faja volt az állatvilágnak a tenerifei óriáspatkány (Canariomys bravoi), ami a szigeti óriásnövés, az izolált gigantizmus példája lehetett. El Hierro szigetének óriásgyíkjait (a Gallotia simonyi faj kivételével) is még a bennszülöttek irtották ki – több száz endemikus rovarfaj azonban fennmaradt.
Endemikus madárnak az erdei pinty (Fringilla coelebs) néhány alfaját tekinthetjük:
- Fringilla coelebs canariensis: kanári erdei pinty (többfelé a szigeteken),
- Fringilla coelebs ombriosa: Hierro-szigeti erdei pinty (El Hierro sziget),
- Fringilla coelebs palmae: palmai erdei pinty (La Palma).

| Invazív emlősök                              | Lanzarote | Fuerteventura | Gran Canaria | Tenerife | La Gomera | La Palma | El Hierro |
| -------------------------------------------- | --------- | ------------- | ------------ | -------- | --------- | -------- | --------- |
| Mediterrán sün ( Atelerix algirus )          | x         | x             | x            | x        |           |          |           |
| Házi cickány (Crocidura Russula)             |           |               | x            |          |           |          |           |
| Etruszk cickány ( Suncus etruscus )          |           |               |              | x        |           |          |           |
| Nílusi repülőkutya ( Rousettus aegyptiacus ) |           |               |              | x        |           |          |           |
| Házimacska ( Felis catus )                   | x         | x             | x            | x        | x         | x        | x         |
| Vadkecske ( Capra hircus )                   | x         | x             | x            | x        | x         | x        | x         |
| Európai muflon ( Ovis gmelini )              |           |               |              | x        |           |          |           |
| Sörényes juh ( Ammotragus lervia )           |           |               |              |          |           | x        |           |
| Berber mókus ( Atlantoxerus getulus )        |           | x             |              |          |           |          |           |
| Házi patkány ( Rattus rattus )               | x         | x             | x            | x        | x         | x        | x         |
| Vándorpatkány ( Rattus norvegicus )          | x         | x             | x            | x        | x         | x        | x         |
| Nyugati házi egér ( Mus domesticus )         | x         | x             | x            | x        | x         | x        | x         |
| Vadnyúl ( Oryctolagus cuniculus )            | x         | x             | x            | x        | x         | x        | x         |

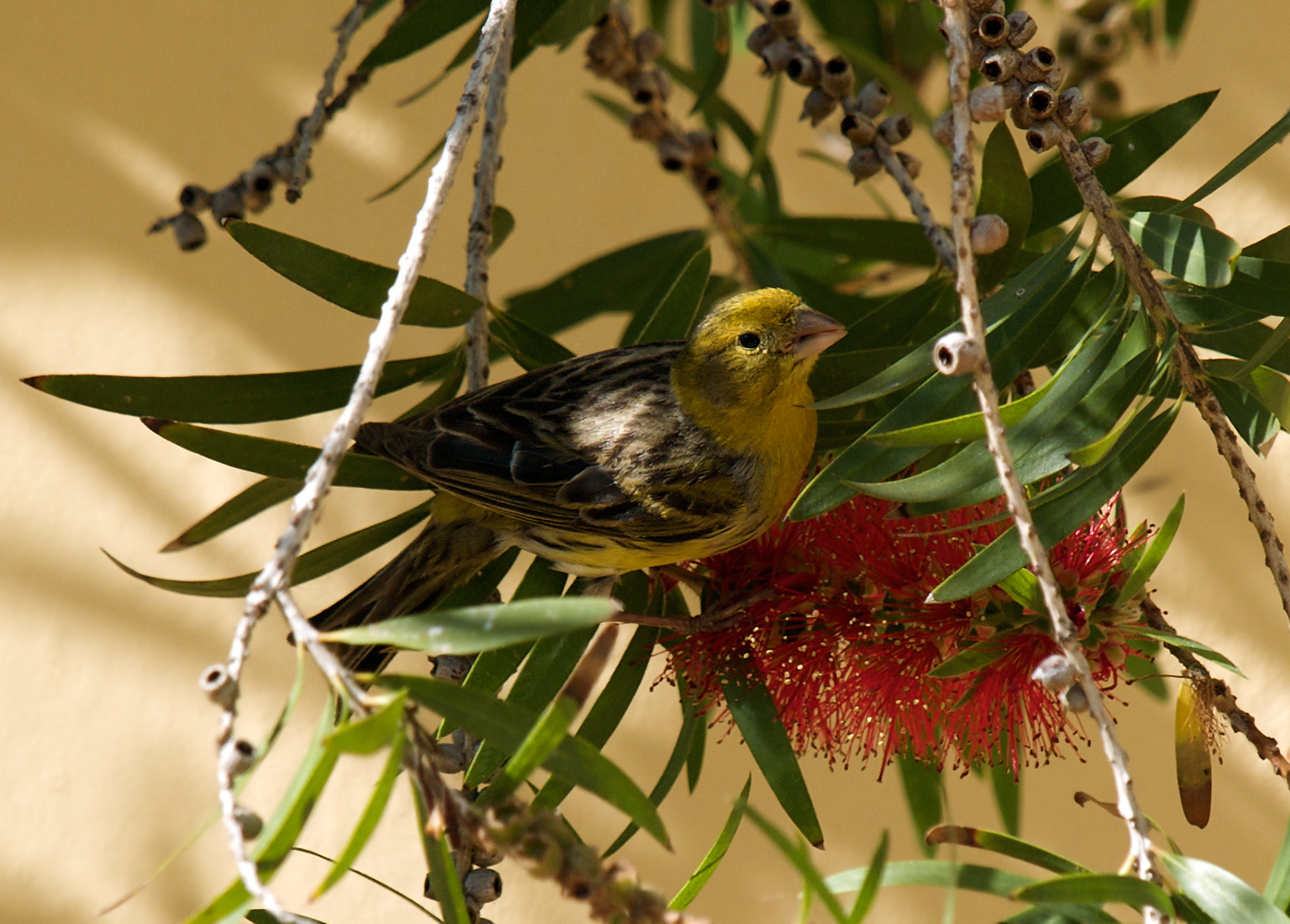
Kanárimadár
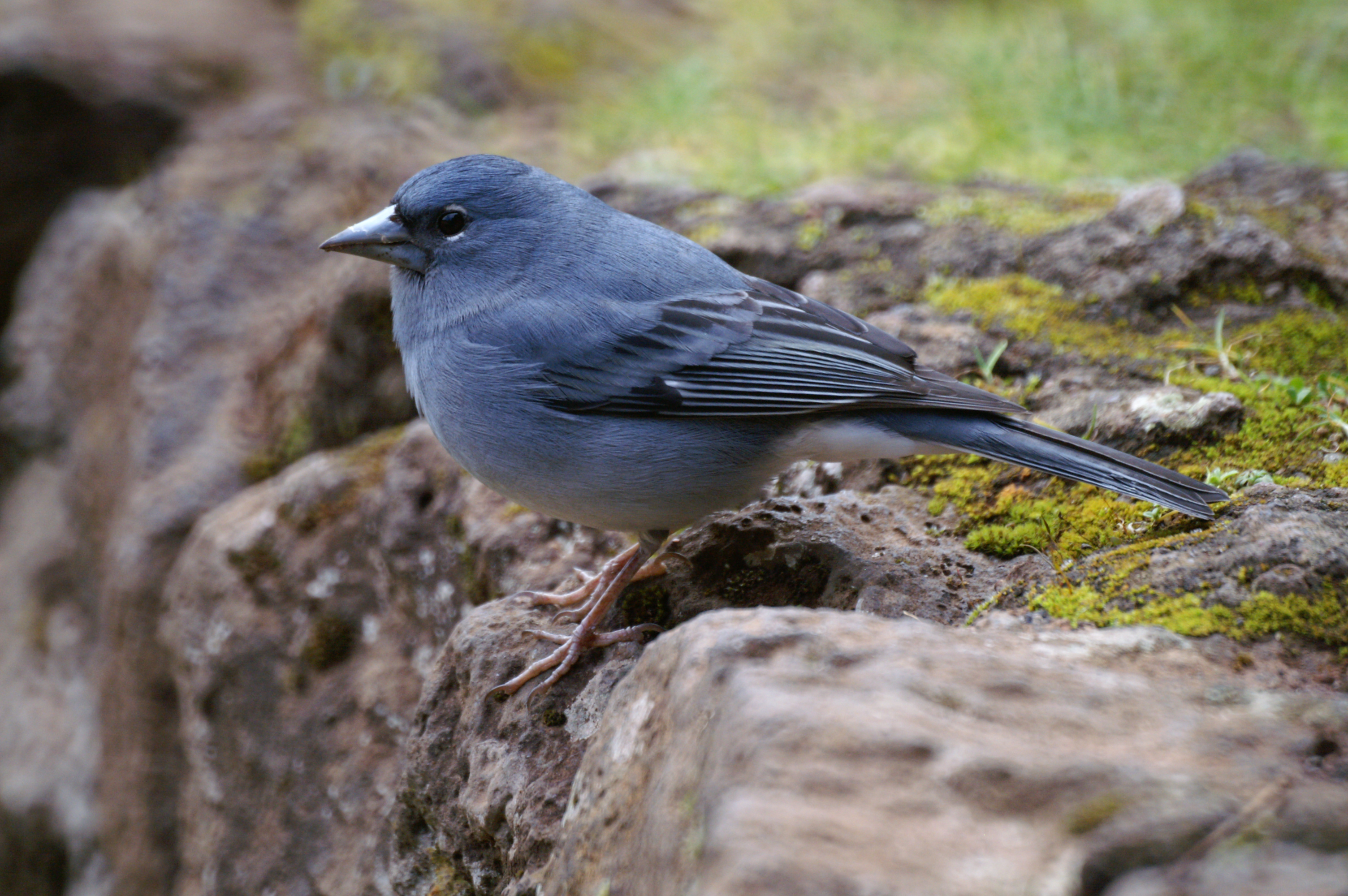
Kék pinty
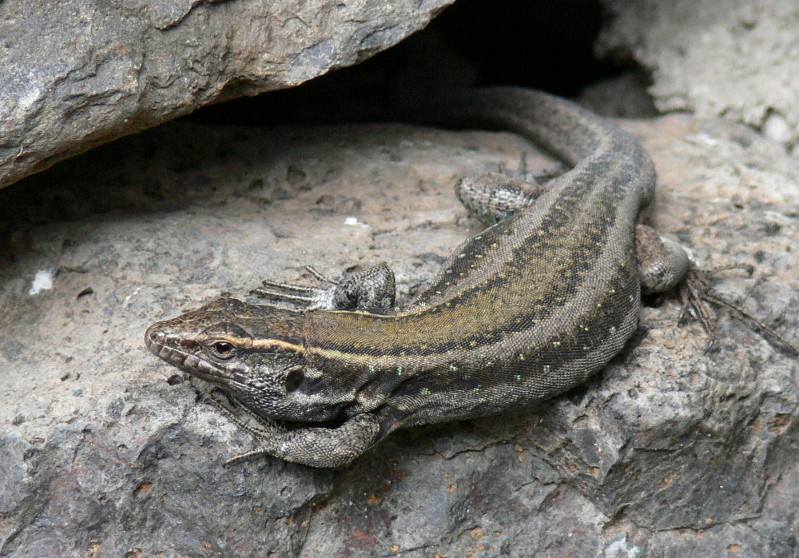
Gallotia caesaris
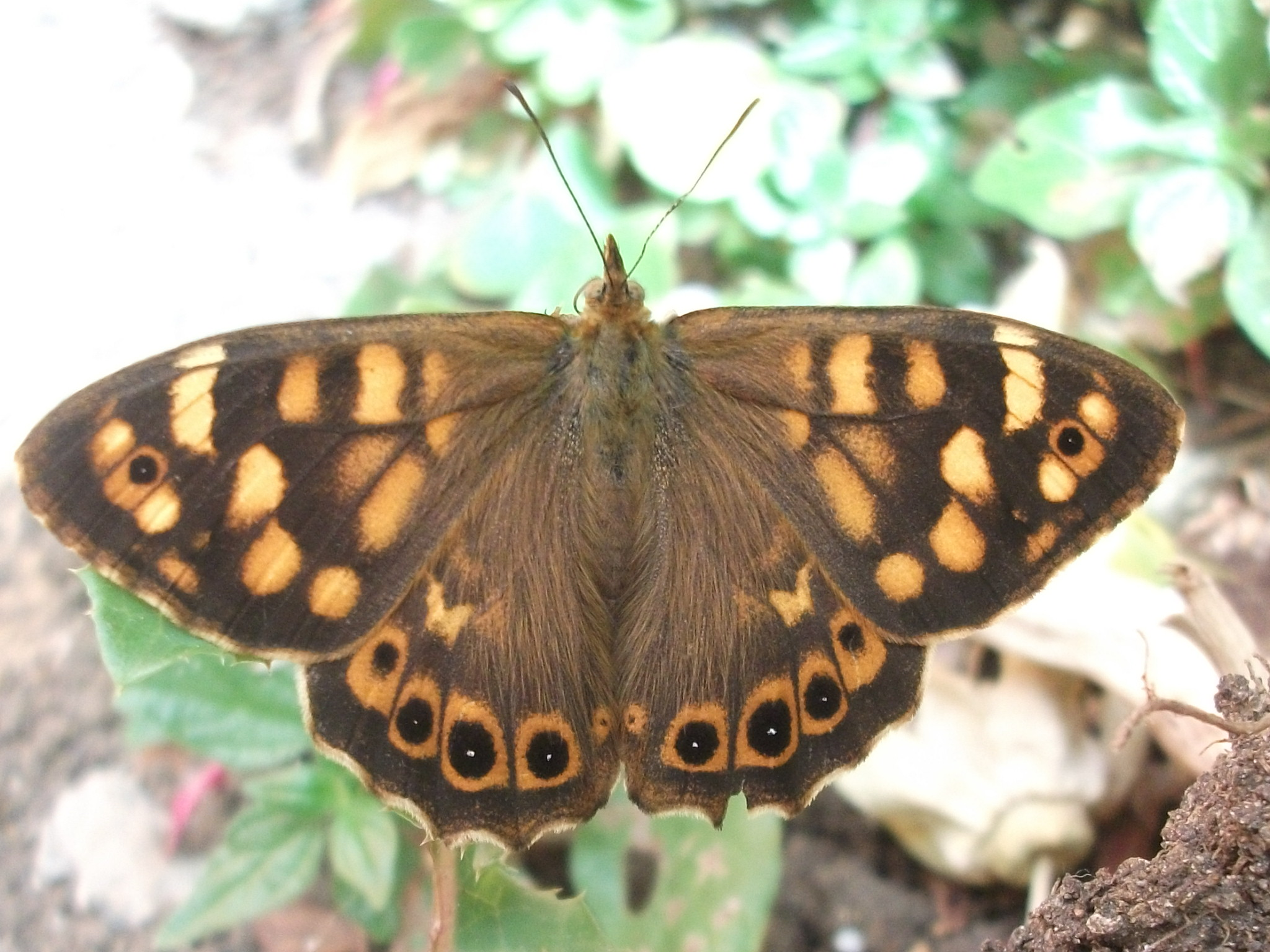
Pararge xiphioides
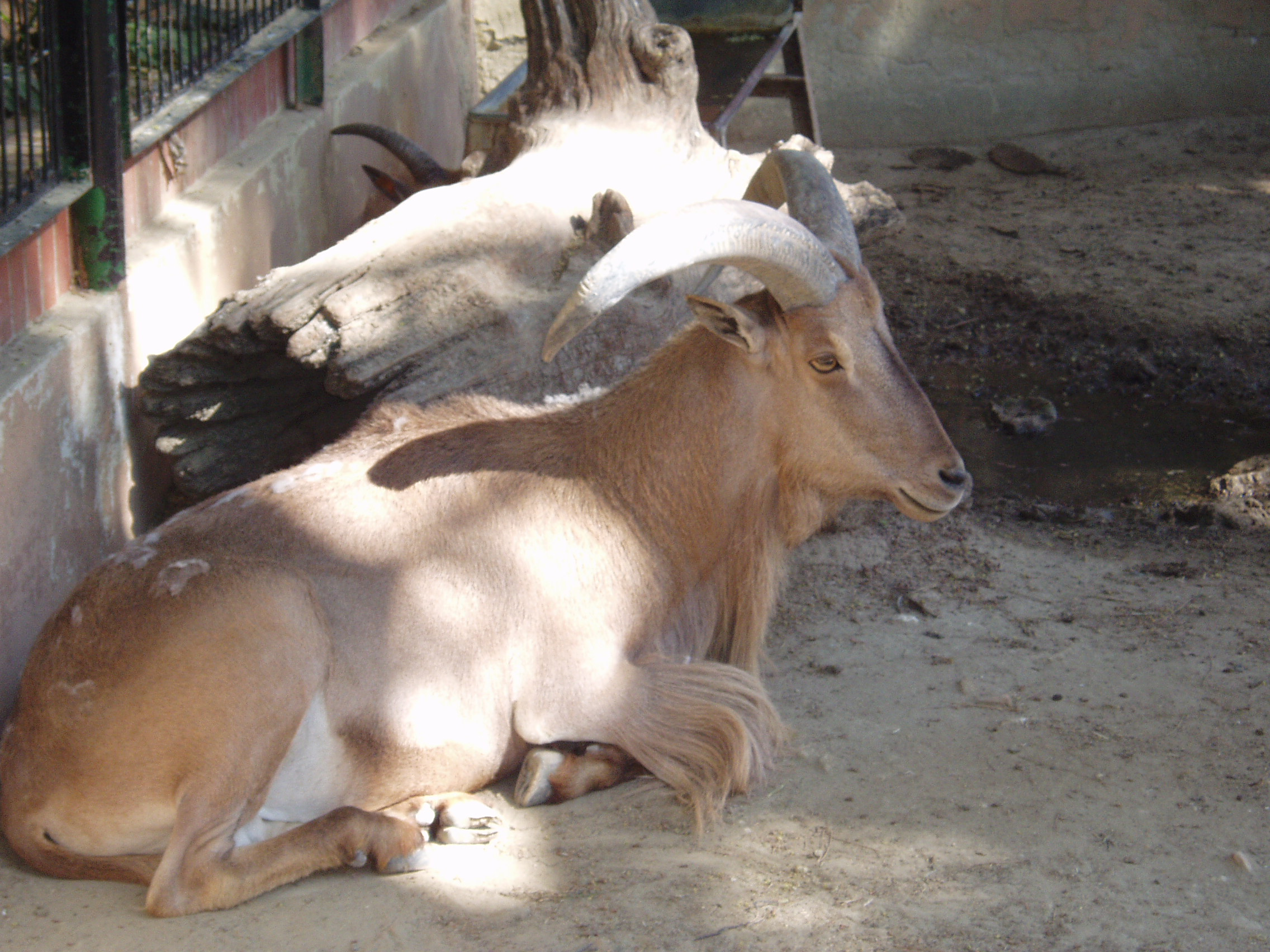
Sörényes juh
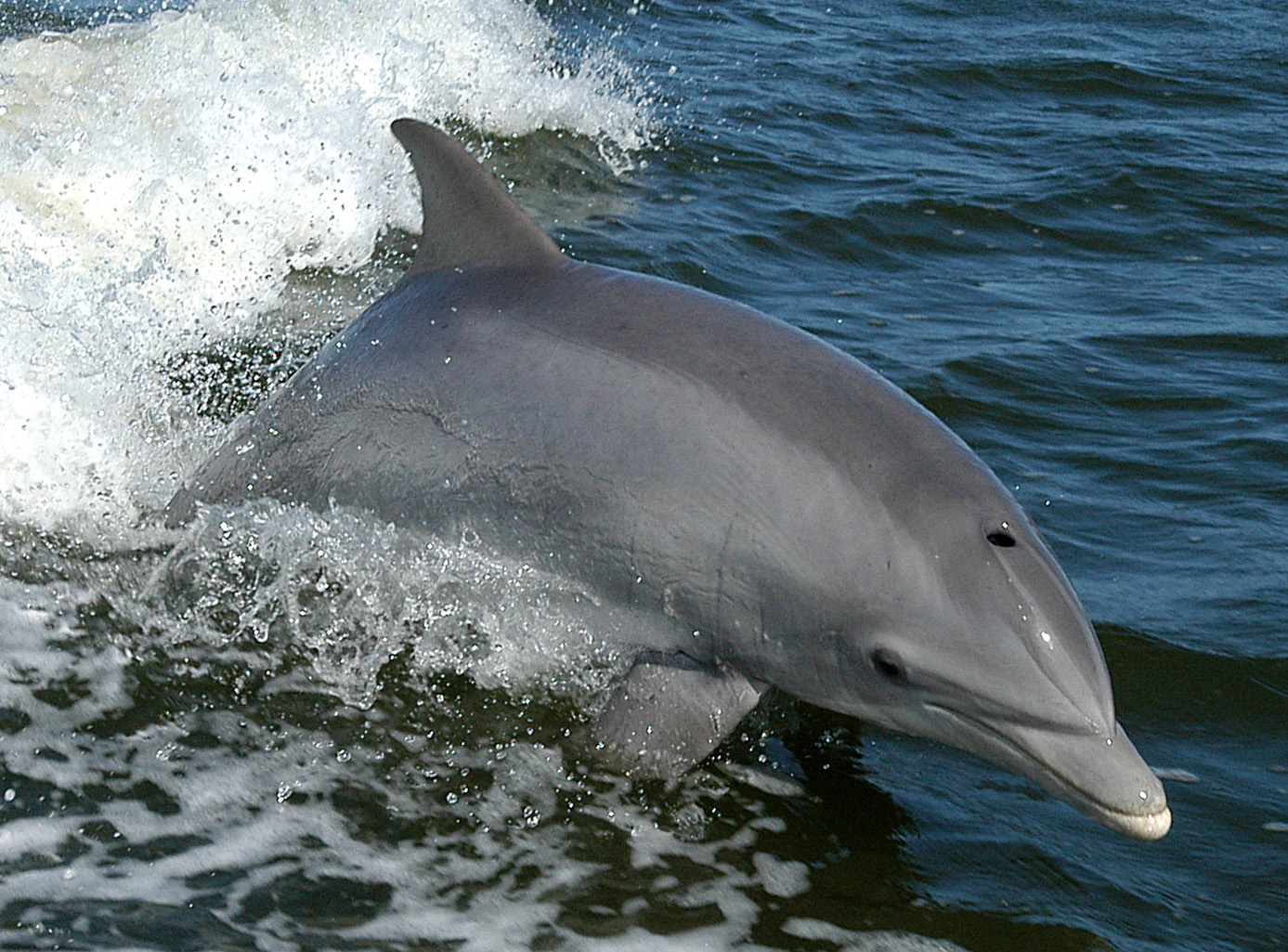
Delfinfélék

### Természetvédelem
A 21. század elején a szigeteken összesen 146 természetvédelmi terület található, ebből tizenegy természeti park, valamint 131 különböző természetvédelmi terület, tájvédelmi körzet.
Az ország nemzeti parkjai közül itt négy  van.
A négy nemzeti park:
- Teide Nemzeti Park (Parque Nacional del Teide) (Tenerife)
- Garajonay Nemzeti Park (Parque Nacional de Garajonay) (La Gomera)
- Caldera de Taburiente Nemzeti Park (Parque Nacional de de la Caldera de Taburiente) (La Palma)
- Timanfaya Nemzeti Park (Parque Nacional de Timanfaya) (Lanzarote)

## Népesség

### Népességének változása
| Lakosok száma | 2 101 924 | 2 108 121 | 2 127 685 | 2 153 389 | 2 175 952 | 2 172 944 | 2 228 862 |
|               | 2016      | 2017      | 2018      | 2019      | 2020      | 2021      | 2024      |

### Az egyes szigetek népessége 2022-ben[12]
- Tenerife – 978 099
- Gran Canaria – 876 192
- Lanzarote – 154 915
- Fuerteventura – 122 526
- La Palma – 86 451
- La Gomera – 22 711
- El Hierro – 11 570

### Legnépesebb települések
A szigetek legnépesebb települései 2019-ben, kiemelve az egyes szigetek legnagyobb települései.
| rang | Város / önkormányzat       | sziget        | népesség (2019-ben) |
| ---- | -------------------------- | ------------- | ------------------- |
| 1    | Las Palmas de Gran Canaria | Gran Canaria  | 379 925             |
| 2    | Santa Cruz de Tenerife     | Tenerife      | 207 312             |
| 3    | San Cristóbal de La Laguna | Tenerife      | 157 503             |
| 4.   | Telde                      | Gran Canaria  | 102 647             |
| 5    | Arona                      | Tenerife      | 81 216              |
| 6.   | Santa Lucía de Tirajana    | Gran Canaria  | 73 328              |
| 7.   | Arrecife                   | Lanzarote     | 62 988              |
| 8.   | San Bartolomé de Tirajana  | Gran Canaria  | 53 443              |
| 9    | Granadilla de Abona        | Tenerife      | 50 146              |
| 10   | Adeje                      | Tenerife      | 47 869              |
| 11   | La Orotava                 | Tenerife      | 42 029              |
| 12   | Puerto del Rosario         | Fuerteventura | 40 753              |
| 13.  | Arucas                     | Gran Canaria  | 38 138              |
| 14   | Los Realejos               | Tenerife      | 36 402              |
| 15   | Agüimes                    | Gran Canaria  | 31 619              |
| 16   | Ingenio                    | Gran Canaria  | 31 321              |
| 17   | Puerto de la Cruz          | Tenerife      | 30 468              |
| 18   | Candelaria                 | Tenerife      | 27 985              |
| 19   | Gáldar                     | Gran Canaria  | 24 242              |
| 20   | La Oliva                   | Fuerteventura | 26 580              |
| 21   | Tacoronte                  | Tenerife      | 24 134              |
| 22   | Icod de los Vinos          | Tenerife      | 23 254              |
| 23   | Teguise                    | Lanzarote     | 22 342              |
| 24   | Los Llanos de Aridane      | La Palma      | 20 467              |
| 25   | Mogán                      | Gran Canaria  | 20 072              |
| 26   | San Sebastián de la Gomera | La Gomera     | 9093                |
| 27   | Valverde                   | El Hierro     | 5005                |

### Nyelv
Az őslakosok nyelve a délnyugat-marokkói silha nyelvjáráshoz állt közel.
Annak ellenére, hogy a szigetvilág Spanyolországhoz tartozik, nyelvileg és kulturálisan közel áll Latin-Amerikához. A mai kanári-szigeteki spanyol mind hangtanilag, mind szókincs tekintetében az andalúz nyelvjárás nyugati változatához és a karibi nyelvjáráshoz áll a legközelebb.

### Vallás
A kanári társadalom többségében keresztény, legfőképp római katolikus. A 2019-es adatok alapján a népesség mintegy 3/4-e volt katolikus.

## Történelem
A sziget őslakóinak közkeletű elnevezése a guancsok, bár ez a név eredetileg kizárólag Tenerife szigetének őslakóit jelentette. Az északnyugat-afrikai berberek rokonai, onnan érkeztek a szigetekre több hullámban. A korábbi viking, kelta és más eredetre vonatkozó elképzeléseket a kutatások a 21. századra megcáfolták. 
Talán azonosítható a görög mitológiában Gérüón szigetével, ahová Héraklész a Gibraltári-szorosból, oszlopainak felállítása után jutott el az Ókeanoszon hajózva. Egyes történészek szerint már a föníciaiak is ismerték a szigeteket, és van, aki szerint i. e. 470-ben Hanno is megfordult itt. A rómaiak Fortunatae Insulae, azaz Szerencsés-szigetek néven emlegették, és állítólag korlátozottan kereskedtek is velük. Ezt a nevet kellemes éghajlatáról kapta. Az antik mitológia ezeket a szigeteket tartotta a világ legnyugatibb részének, ahol a nap szekerének útja véget ér, ahol örök a tavasz és a jólét. Éppen ezért i. e. 150-ben Klaudiosz Ptolemaiosz huszonhét kötetes atlaszában a kezdő délkör a Kanári-szigeteken haladt át. Róma bukásával elfeledkeztek a szigetekről, amiket a 10. században az arab kereskedők fedeztek fel ismét. Az első európai hódítók a 14. században jelentek meg; a sok nációból végül Kasztília és Portugália jutott el a végső célig.
1402–1404-ben Jean de Béthencourt normann kalandor előbb magánvállalkozásként, majd Kasztília nevében meghódította Lanzarote, Fuerteventura, El Hierro és La Gomera szigetét. Miután III. Henrik kasztíliai király kinevezte a négy, meghódított sziget urává, összegyűjtött vagyonával 1406-ban végleg hazatért Normandiába, a szigetek kormányzását pedig unokaöccsére, Maciot de Béthencourt-ra bízta. Ő néhány sikertelen, a még szabad szigetek kifosztására indított rablóhadjárat után eladta a fennhatóság jogát a portugáloknak, akik azonban csak La Gomerát tudták ténylegesen megszerezni. Ez az egyezség felbőszítette a kasztíliaiakat, akiknek kérésére IV. Jenő pápa a szigeteket Kasztíliának ítélte. A torzsalkodásnak az vetett véget, hogy V. Alfonz portugál király 1479-ben megkötötte a kasztíliai koronával az alcáçovasi békét, és ebben lemondott a szigetekről – cserébe a portugálok megkapták az Azori-szigeteket, a Zöld-foki-szigeteket és Madeirát. 1478–83-ban Juan de Rejón és Pedro de Vera elfoglalta a bennszülöttektől Gran Canaria szigetét, 1491-ben Galician Alonso Fernandez de Lugo La Palmát, majd végül, 1494–96-ban Tenerifét is. A szigetek az Amerikába tartó hajók fontos állomásává, utolsó kikötőivé váltak. A nyugalmat 1902-ben zavarta meg egy függetlenségi mozgalom, amit azonban a spanyol csapatok elnyomtak. 1936-ban a szigetekről indultak el Franco csapatai, hogy kirobbantsák a spanyol polgárháborút. A köztársasági kormány megpróbálta a Francót támogató hitleri Németországot és fasiszta Olaszországot úgy kivonni a konfliktusból, hogy a Kanári-szigetek fennhatóságát átadta volna a németeknek, míg a Baleár-szigeteket az olaszoknak.
A második világháború után a szigetek valódi idegenforgalmi paradicsommá váltak. 1964-ben a kanári-szigeteki függetlenség hívei Antonio Cubillo vezetésével mozgolódni kezdtek Algériában (mindazonáltal a Kanári-szigeteki Függetlenségi Mozgalom erősen falangista-ellenes politikai tömörülés is volt). A szervezet 1977-től terrortámadásokat hajtott végre a szigeteken, majd 1979-ben beszüntette az erőszakos fellépéseket. Végül a szigetek 1983-ban autonómiát kaptak.

## Gazdaság

### Múlt
A szigetek gazdasága a hódítás óta mindig monokulturális volt, de a domináns termék koronként változott: Amerika felfedezéséig cukornádat termesztettek, utána bort. A halászatot bíbortetű tenyésztése, majd banántermelés, végül a turizmus váltotta fel. A bíbortetű-tenyésztés a 19. század első felében volt különösen intenzív; ehhez Közép-Amerikából medvetalp- (Opuntia) kaktuszokat telepítettek be, amelyek jelentősen hozzájárultak a szigetek őshonos növényvilágának kiszorításához. Az anilinfestékek felfedezése (1856) hamarosan a bíbortetű tenyésztését is gazdaságtalanná tette, és a szigetek egyik fő termékévé a banán vált.

### Mezőgazdaság
A vulkanikus talaj és az éghajlat különösen kedvez a szőlőtermesztésnek, ennek dacára az itteni (főleg vörös) borok minősége nem kiemelkedő. Termesztenek cukornádat és különféle gyümölcsöket, némi dohányt és kávét is – ezeket több településen fel is dolgozzák.

#### Banán
A banán termesztése főleg Spanyolország európai uniós csatlakozása óta hanyatlik – egyrészt, mert az ültetvényeket öntözni kell, ami megdrágítja a termelést, másrészt, mert az itteni törpebanánt az Unió sokáig csak másodosztályúnak ismerte el: hiába finomabb az 1. osztályúnak minősített banánoknál, ha rövidebb és görbébb azoknál.

### Halászat
A halászflották főleg a turistalátványosságoknak számító halpiacokra viszik portékájukat, de egy keveset konzervként továbbítanak a kontinensre.

### Idegenforgalom
Manapság a Kanári-szigetek lakosainak legnagyobb része a turizmusból él. Hotelek, éttermek, üzletek, strandok és a kapcsolódó szolgáltatók várják a látogatókat.
| Rangsor | sziget        | Turisták  |
| ------- | ------------- | --------- |
| 1       | Tenerife      | 5,889,454 |
| 2       | Gran Canaria  | 4,267,385 |
| 3       | Lanzarote     | 3,065,575 |
| 4       | Fuerteventura | 2,023,196 |
| 5       | La Palma      | 343,680   |

## Zászló

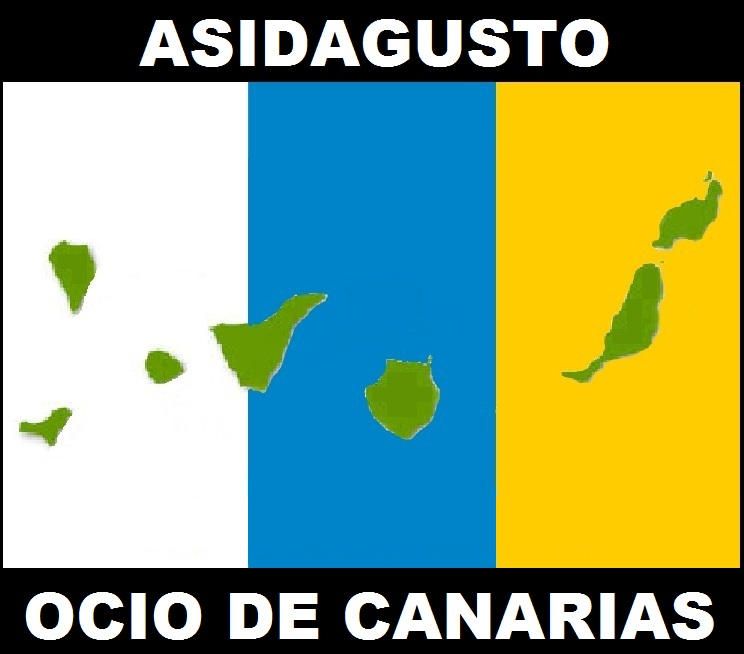
Zászlaja

A Kanári-szigetek zászlaja 1982 óta hivatalos ebben az autonóm tartományban a Szerves Törvények alapján az 1982. október 10-i Kanári-szigeteki önkormányzati szabályzat szerint.
A fehéret és a kéket Tenerife zászlajából használták fel, a kéket és a sárgát Gran Canaria zászlajából és a szigetek földrajzi elhelyezkedése szerint rendezték, azaz, a fehér a bal oldalon van, ami megegyezik a nyugattal, a sárga a jobb oldalon azonosul kelettel és a kék középen van.

## Műholdképek

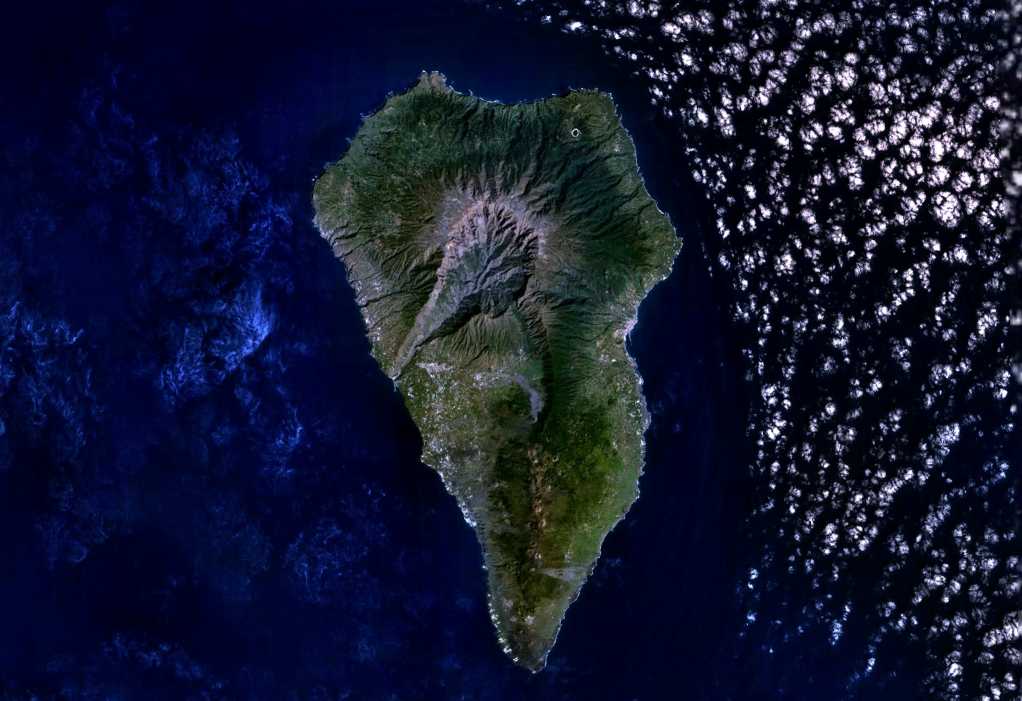
La Palma a legzöldebb sziget
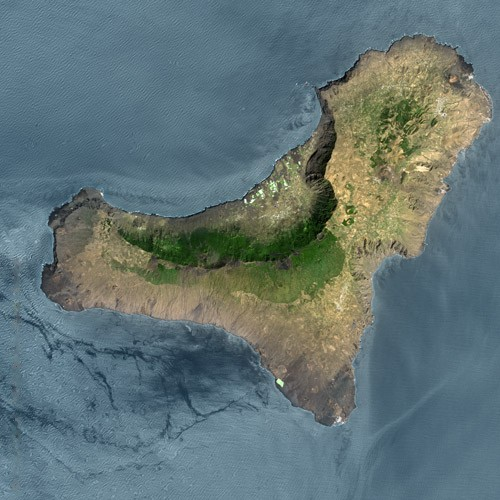
El Hierro
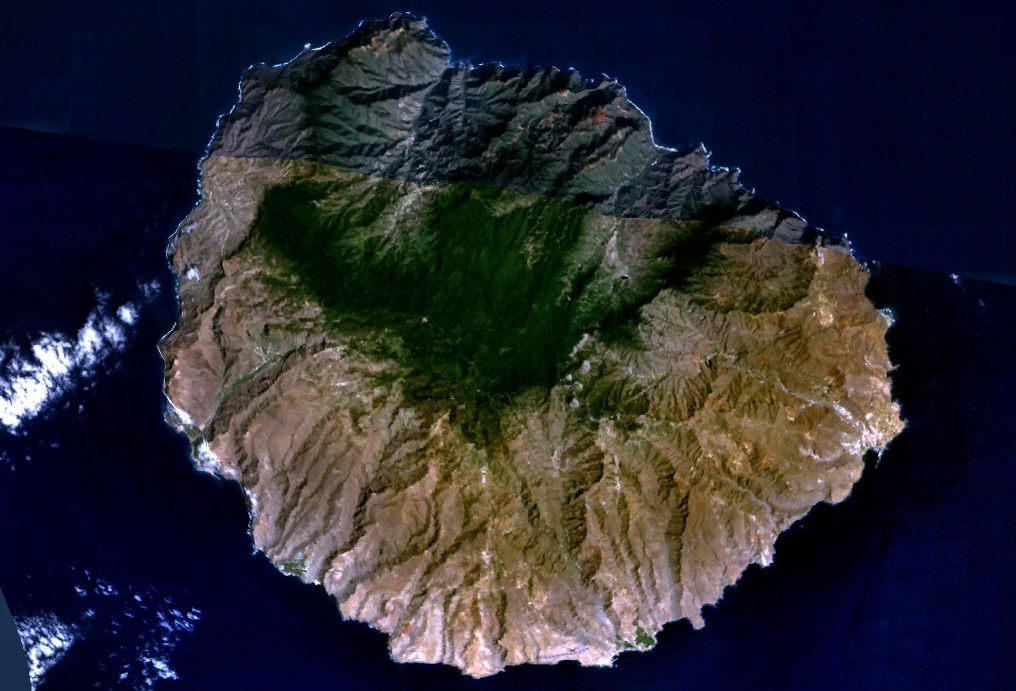
La Gomera
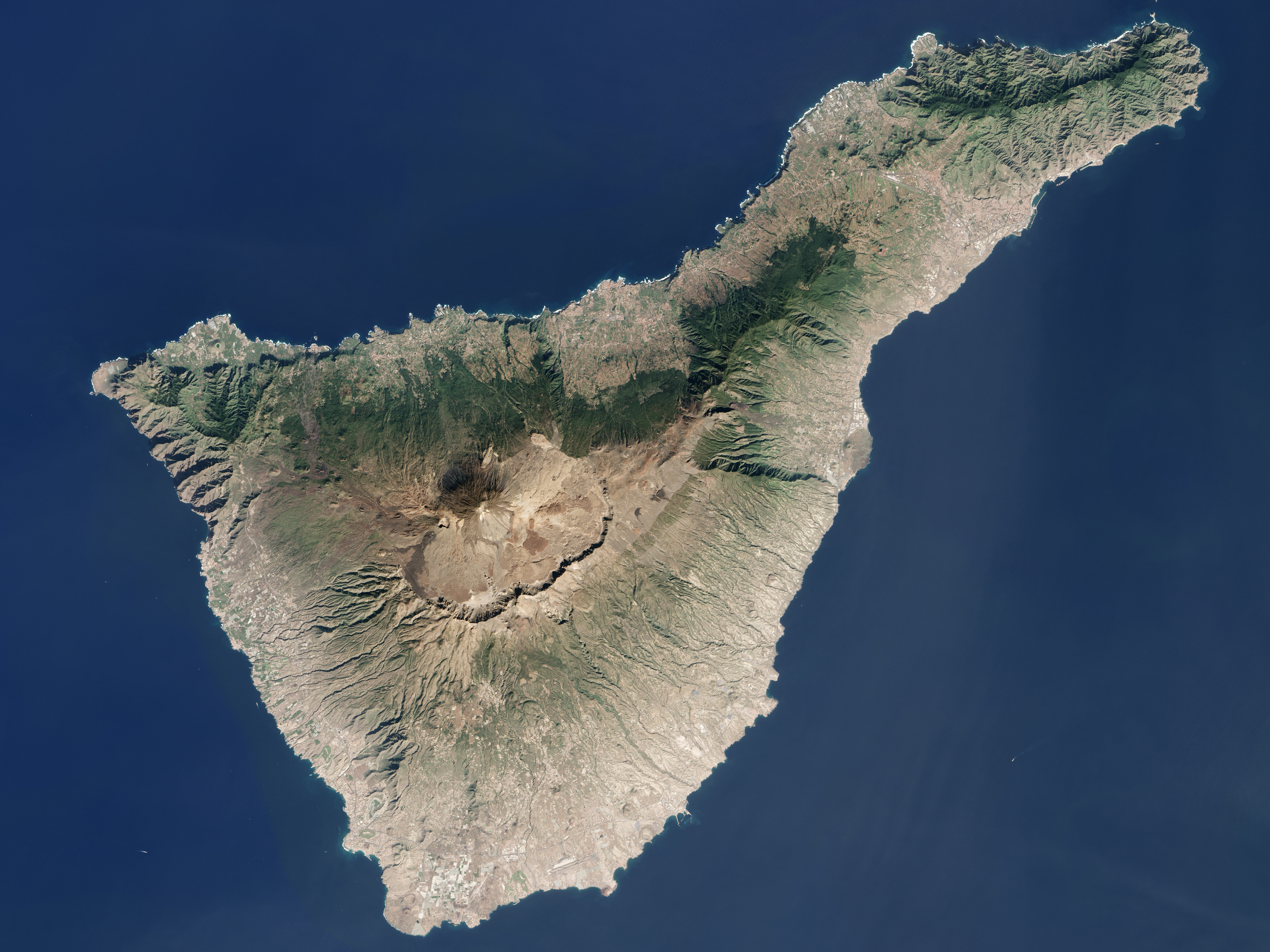
Tenerife
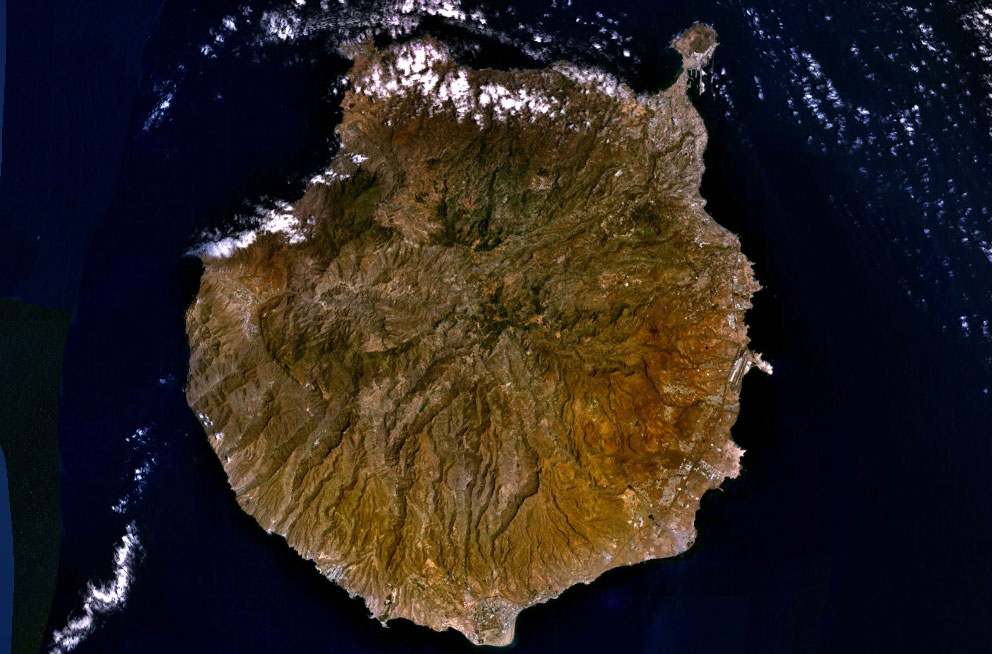
Gran Canaria
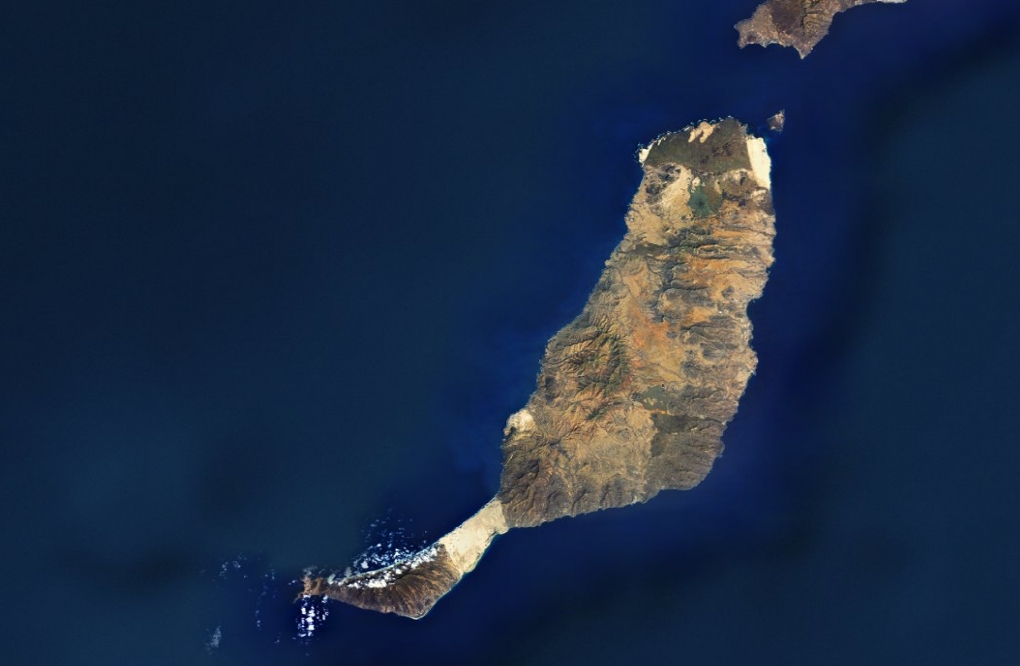
Fuerteventura
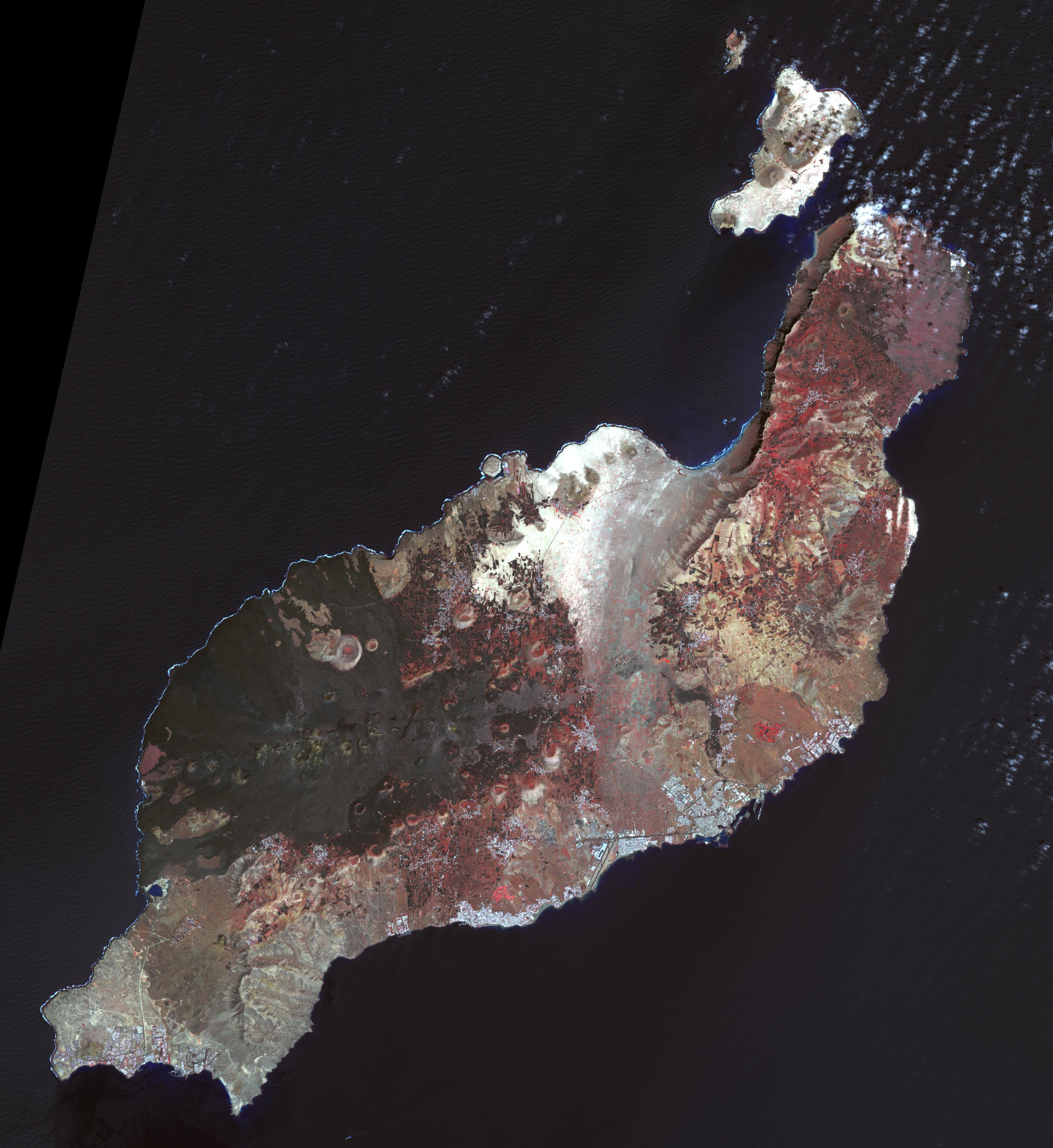
Lanzarote